# Notació musical

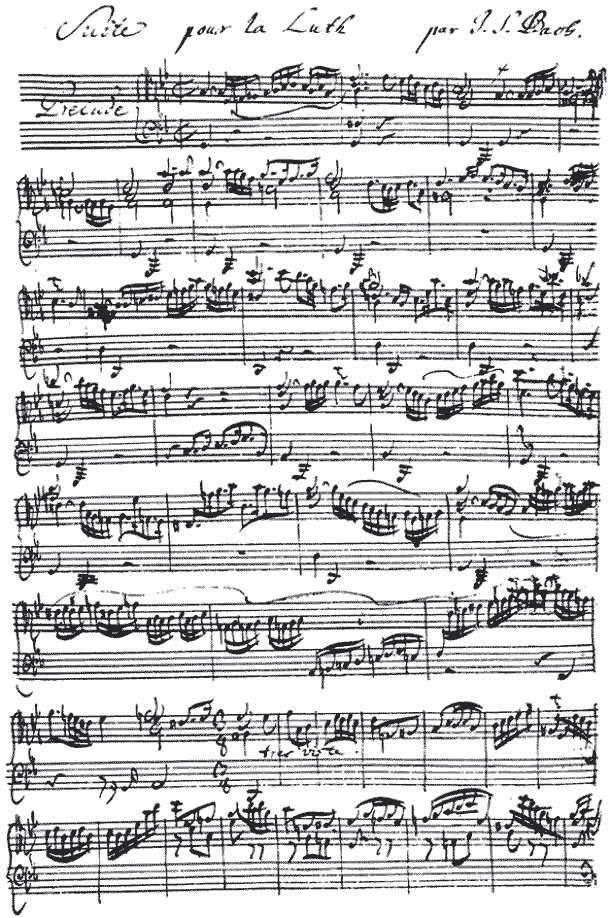
Notació musical manuscrita de J. S. Bach

La notació musical és qualsevol sistema d'escriptura utilitzat per representar gràficament una peça musical, fent possible que un intèrpret l'executi de la manera desitjada pel compositor. El sistema de notació més utilitzat actualment és el sistema gràfic occidental que utilitza símbols sobre un pentagrama o conjunt de 5 línies. Existeixen altres sistemes de notació i molts d'ells també s'usen en la música popular. L'element bàsic de qualsevol sistema de notació musical és la nota, que representa un únic so i dos paràmetres relacionats amb dues de les seves qualitats bàsiques: durada i altura. Els sistemes de notació també permeten representar moltes altres característiques, com són la intensitat, l'expressió musical o tècniques d'execució instrumental.

## Història

### Antiga Grècia
En la Grècia Antiga utilitzaven un sistema de símbols i lletres que els servien per representar les notes sobre el text d'una cançó. Alguns dels exemples més antics que hi ha són:

Epitafi de Seikilos

- L'epitafi de Seikilos, trobat en una tomba a Turquia.
- Els tres himnes de Mesomedes de Creta existents en manuscrit
- Els himnes dèlfics, que estan datats cap al segle ii.

Els grecs tenien almenys quatre sistemes derivats de les lletres de l'alfabet. El coneixement d'aquest tipus de notació es va perdre, com gran part de la cultura grega, després de la invasió romana.

### Els neumes

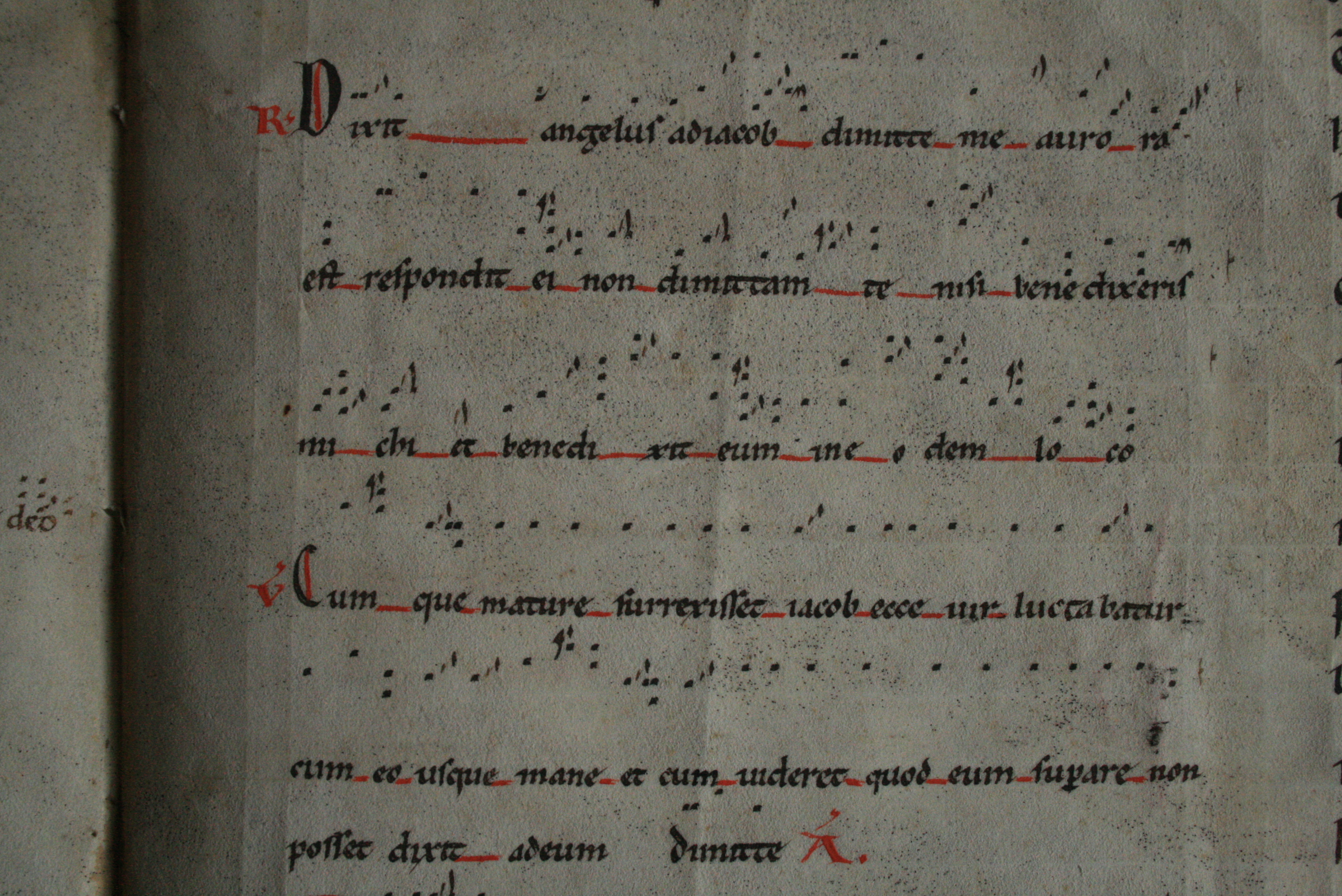
Fragment de cant gregorià anotat en notació aquitana sense línies de referències (notació adiastemàtica o in campo aperto, en un manuscrit conservat a l'Arxiu Comarcal del Bages. Manresa

El sistema modern té els seus orígens en els neumes o pneumes, que en llatí significa "corbat". Aquests símbols representaven les notes musicals en les peces vocals del cant gregorià ja cap al segle viii.
Inicialment els neumes, traços que representaven intervals i signes d'expressió, estaven posats sobre les síl·labes del text i servien com a orientació als qui ja coneixien la música, per poder cantar la peça; els que no la coneixien no podien cantar-la, ja que aquests signes no donaven la informació precisa sobre l'altura i durada de les notes. La notació en la qual els neumes se situen sense cap ratlla de referència s'anomena in campo aperto o bé adiastemàtica.

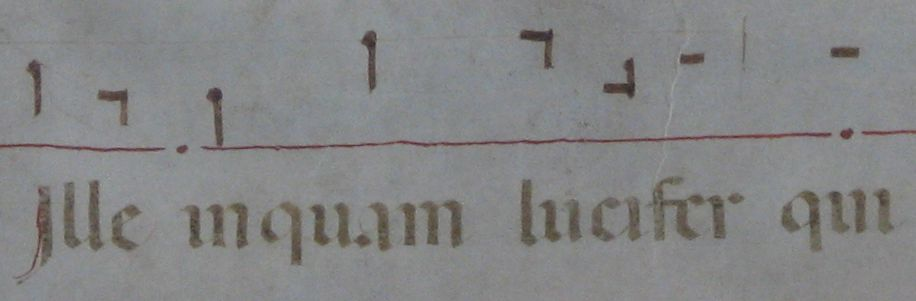
Notació neumàtica italiana del amb una única línia com a referència d'altures de les notes que hi són representades. Habitualment una única línia i pintada de color vermell corresponia a la nota fa.

### Línies de referència

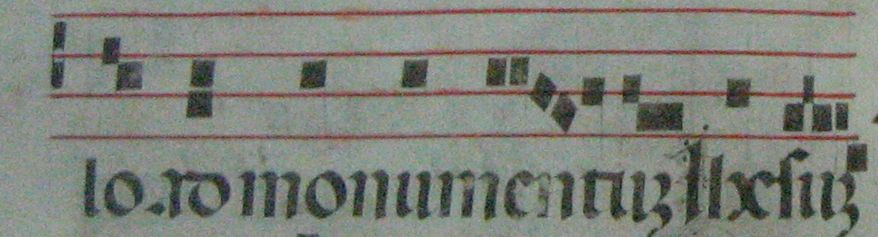
Manuscrit italià del, contenint una peça de cant gregorià, en notació quadrada, sobre tetragrama en clau de do (la clau és el primer signe a l'esquerra) en tercera línia.

El pas següent, que va fer possible una lectura més precisa de la música, va ser col·locar el neumes a altures variables i proporcionals, tenint com a referència una línia horitzontal que habitualment era de color vermell i representava la nota fa.
La lenta suma d'altres línies -la segona fou la de do, normalment en groc, que permetia situar, si més no aproximadament, també les notes sol, la i si- va fer que el sistema evolucionés fins a arribar a una pauta de quatre línies. La utilització d'una o altra clau (do i fa) i la seva col·locació en una o altra de les línies permetia representar en aquesta pauta altures diverses.
Posteriorment, amb l'aparició de la música a ritme fix -és a dir, que ja no era a ritme lliure, com el cant pla- va aparèixer la necessitat de representar les durades de les notes amb un sistema de proporcionalitats, bàsicament binari i ternari. Al llarg dels darrers segles de l'edat mitjana i el Renaixement es van succeir diversos sistemes -cada un evolució de l'anterior- que van desembocar en l'actual.

### Guido d'Arezzo

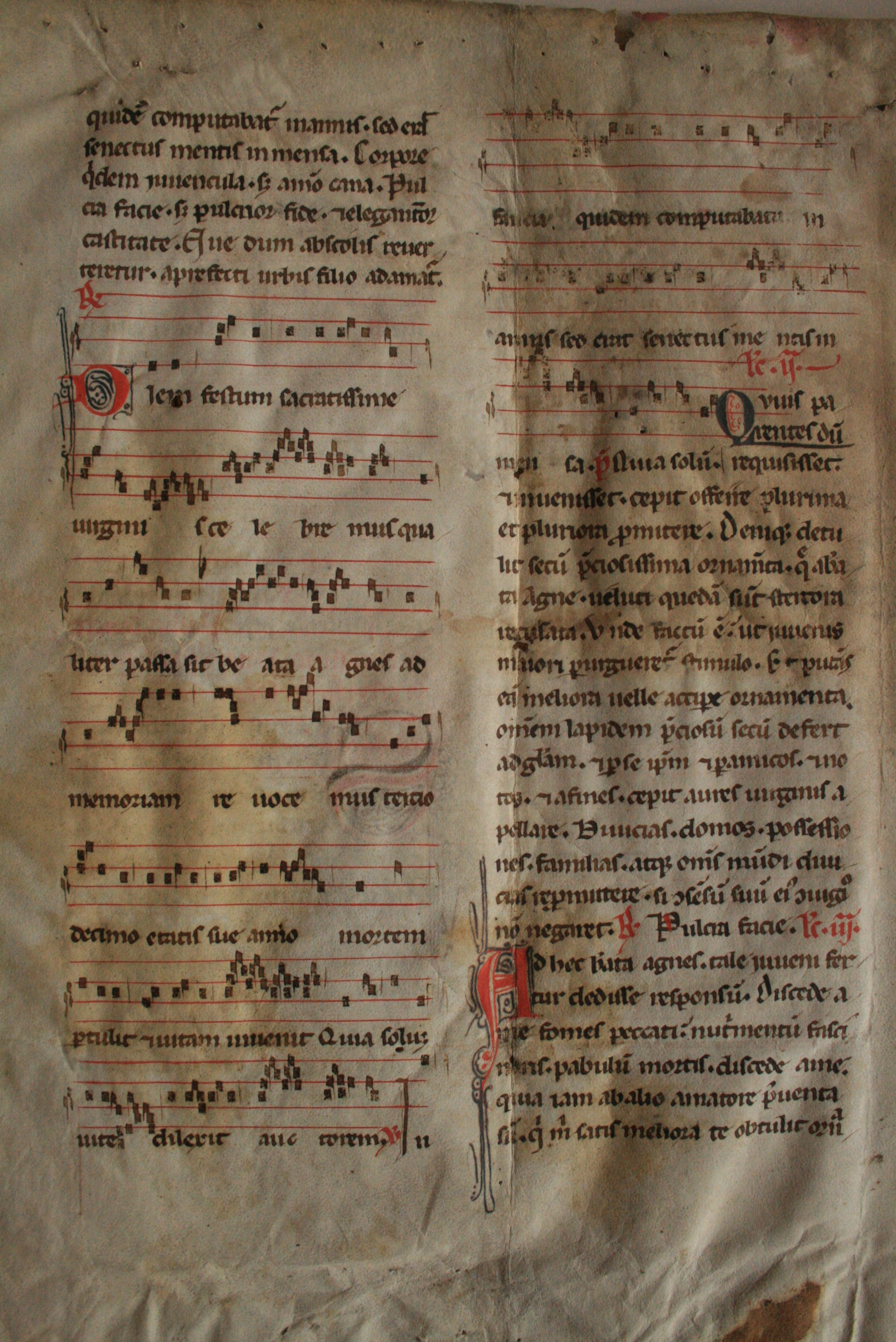
Fragment de cant gregorià en notació quadrada sobre tetragrama en clau de fa. Manuscrit del. Arxiu Comarcal del Bages. Manresa

Gran part del desenvolupament de la notació musical deriva del treball del monjo benedictí Guido d'Arezzo (c. 992- c. 1050). Entre les seves contribucions hi ha el desenvolupament de la notació absoluta de l'altura del so, en la qual cada nota ocupa una posició en la pauta de línies d'acord amb la nota desitjada. A més d'això, va desenvolupar la solmisació o sistema de lectura musical que permetia cantar els noms de les notes.
Guido d'Arezzo va definir els noms pels quals coneixem actualment les notes: do (originalment ut, encara d'ús en francès), re, mi, fa, sol i la. Els noms estaven trets de les síl·labes inicials d'un himne a Sant Joan Baptista: Ut queant Laxis. El nom de la nota "si" es va afegir molt posteriorment, construït amb les primeres lletres del nom de Sant Joan.
En aquesta època el sistema tonal ja estava desenvolupat i el sistema de notació amb pautes de cinc línies o pentagrama es va convertir en el patró per a tota la música occidental, mantenint-se així fins al dia d'avui.

## Notació actual
La notació musical actual és escrita sobre una pauta de cinc línies anomenada pentagrama. El conjunt de la pauta i els altres símbols musicals s'anomena partitura. Els elements fonamentals que podem trobar en una partitura són la durada i l'altura, amb altres signes indicadors d'intensitat, expressió, caràcter, etc.
El sistema patró es pot utilitzar per representar qualsevol tipus de música vocal o instrumental, i amb l'ús de l'escala cromàtica de 12 semitons o qualsevol de les altres, com les escala diatònica o pentatònica, també es poden indicar afinacions microtonals amb la utilització de signes d'alteració de les notes.

## Durada

### Figures rítmiques
Els valors o figures rítmiques són símbols que representen la durada de les notes musicals. En el següent gràfic es mostren les figures musicals per ordre decreixent de durada: rodona, blanca, negra, corxera, semicorxera, fusa, semifusa, garrapatea i semigarrapatea.
Antigament existia també la breu, que durava el doble de la semibreu (rodona), la llarga que era el doble de la breu, i la màxima el doble de la llarga; aquestes figures ja no s'usen en la notació actual.
Cada figura té la meitat de la durada de l'anterior. Si volem representar una nota d'un temps i mig s'usa un punt i així, per exemple, el temps d'una negra amb punt és el d'una negra més una corxera de durada.
La durada real d'una nota, mesurada en segons, depèn de la fórmula que indica el compàs i el tempo. Això significa que les figures rítmiques indiquen relacions de durades entre elles i que la durada exacta ve donada per la figura i pel tempo indicat a la partitura o escollit per l'intèrpret.
La pausa representa durades de silenci, això és, el temps en què no es produeix cap so. Existeixen tantes grafies de pauses com figures rítmiques existents i cada pausa dura el mateix temps relatiu que la seva nota corresponent.

### Mètrica
La mètrica organitza la durada de la música i ens indica quantes unitats de temps han d'existir en cada compàs. En la partitura els compassos estan delimitats per línies verticals o barres de compàs que van des de la primera fins a la cinquena línia, i determinen l'estructura rítmica de la música.
El compàs està directament associat a determinats estils de música i, així, un vals té sempre el ritme ternari (3/4) i en el rock o el jazz s'usa habitualment el compàs quaternari (4/4).
En la fracció en què es concreta un compàs, el denominador indica en quantes parts s'ha de dividir una determinada durada musical per obtenir una unitat de temps; en la notació actual la rodona és el valor més gran i per això totes les durades tenen com a referència aquesta figura rítmica. El numerador defineix quantes unitats de temps té el compàs.
En el següent exemple s'observa un compàs de 4/4, és a dir, que la unitat de temps té una durada d'1/4 de rodona i el compàs té 4 unitats de temps. En aquest cas, una rodona ocuparia tot el compàs.

## Altura

### Claus
Les claus indiquen una nota de referència amb relació a alguna línia i serveixen per adequar l'altura de la notació a l'instrument; és la clau la que defineix quina nota ocuparà cada línia o espai en el pentagrama.
Per exemple, les veus greus usen generalment la clau de Fa i les més agudes usen la clau de Sol. Se sol dir que la clau de Fa comença on acaba la clau de Sol.
L'altura de cada nota es representa per la seva posició en la pauta amb referència a la nota definida per la clau utilitzada, com es mostra a continuació:

### Alteracions
Les principals alteracions de les notes són el sostingut (#), el bemoll ({\displaystyle \flat }
), el doble sostingut (x) i el doble bemoll ({\displaystyle \flat }
{\displaystyle \flat }
). Es representen sempre abans del símbol de la nota, l'altura de la qual serà modificada, i després del nom de les notes, xifres i tonalitats.
- El sostingut eleva la nota "mig to" amunt en l'escala.
- El doble sostingut eleva el so "un to" amunt.
- El bemoll fa descendir la nota "mig to" cap avall.
- El doble bemoll fa descendir la nota "un to" cap abaix.

Per exemple, es pot dir que un "fa sostingut" (fa#) és la mateixa nota que un "sol bemoll" (sol{\displaystyle \flat }
) encara que a causa de les característiques de cada instrument, el timbre pot variar. Per exemple, en el cas de la guitarra, una nota do tocada a la segona corda (si), en la primera posició, és equivalent a un do tocat en la tercera corda (sol) en la cinquena posició, encara que el timbre sigui diferent perquè cada corda és diferent.

## Expressió
Certs símbols i textos indiquen al músic la forma d'executar la partitura, incloent les variacions de volum (dinàmica) i temps (cinètica), així com la manera correcta d'articular les notes i separar-les en frases (articulació i accentuació).

### Dinàmica musical
La intensitat de les notes pot variar al llarg d'una música. Això s'anomena dinàmica. La intensitat s'indica en forma de sigles que indiquen expressions en italià sota el pentagrama:
- pp o pianissimo. La intensitat és molt fluixa.
- p o piano. El so és fluix.
- mp o mezzo piano. La intensitat és moderada, no tan fluixa com en el piano.
- mf o mezzo forte. La intensitat és moderadament forta.
- f o forte. La intensitat és forta.
- ff o fortissimo. La intensitat és molt forta.

### Cinètica musical
La cinètica musical (del grec kine, "moviment") defineix la velocitat d'execució d'una composició. Aquesta velocitat s'anomena tempo i indica la durada de la unitat de temps. El tempo s'indica a l'inici de la música o d'un moviment amb termes en italià referits a la velocitat (andante, allegro). Sovint s'afegeixen altres paraules (con fuoco, moderato) que donen detalls sobre el caràcter, el sentiment o altres expressions que orienten sobre com ha de ser interpretada la peça. L'agògica designa les lleugeres modificacions de ritme o de tempo en la interpretació d'un fragment musical.
Els principals termes de tempo són:
- Grave - És el tempo més lent de tots
- Largo - Molt lent, però no tant com en el Grave
- Larghetto - Una mica menys lent que el Largo
- Adagio - Moderadament lent
- Andante - Moderat, ni ràpid ni lent
- Andantino - Semblant a l'andante, però una mica més accelerat
- Allegretto - Moderadament ràpid
- Allegro - Tempo veloç i lleuger
- Vivace - Una mica més accelerat que l'allegro
- Presto - Tempo molt ràpid
- Prestissimo - És el tempo més ràpid de tots

Alguns exemples de combinacions de tempo i més detalls expressius:
- Allegro moderato - Moderadament ràpid.
- Presto con fuoco - Extremadament ràpid i amb expressió intensa.
- Andante cantabile - Velocitat moderada i entonant les notes com en una cançó.
- Adagio melancolico - Lent i malenconiós

Altres indicacions informen de variacions en el tempo:
- Rallentando. Indica que l'execució ha de ser gradualment més lenta.
- Accelerando. Indica que l'execució ha de ser cada vegada més ràpida.
- A tempo o Tempo primo. Torna al tempo original.
- Tempo rubato. Indica que el músic pot executar amb petites variacions del tempo segons el seu propi criteri.

## Altres sistemes de notació

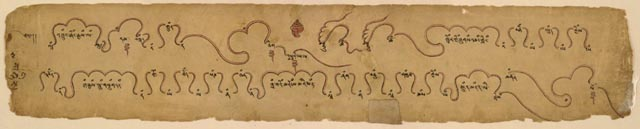
Notació musical tibetana del.

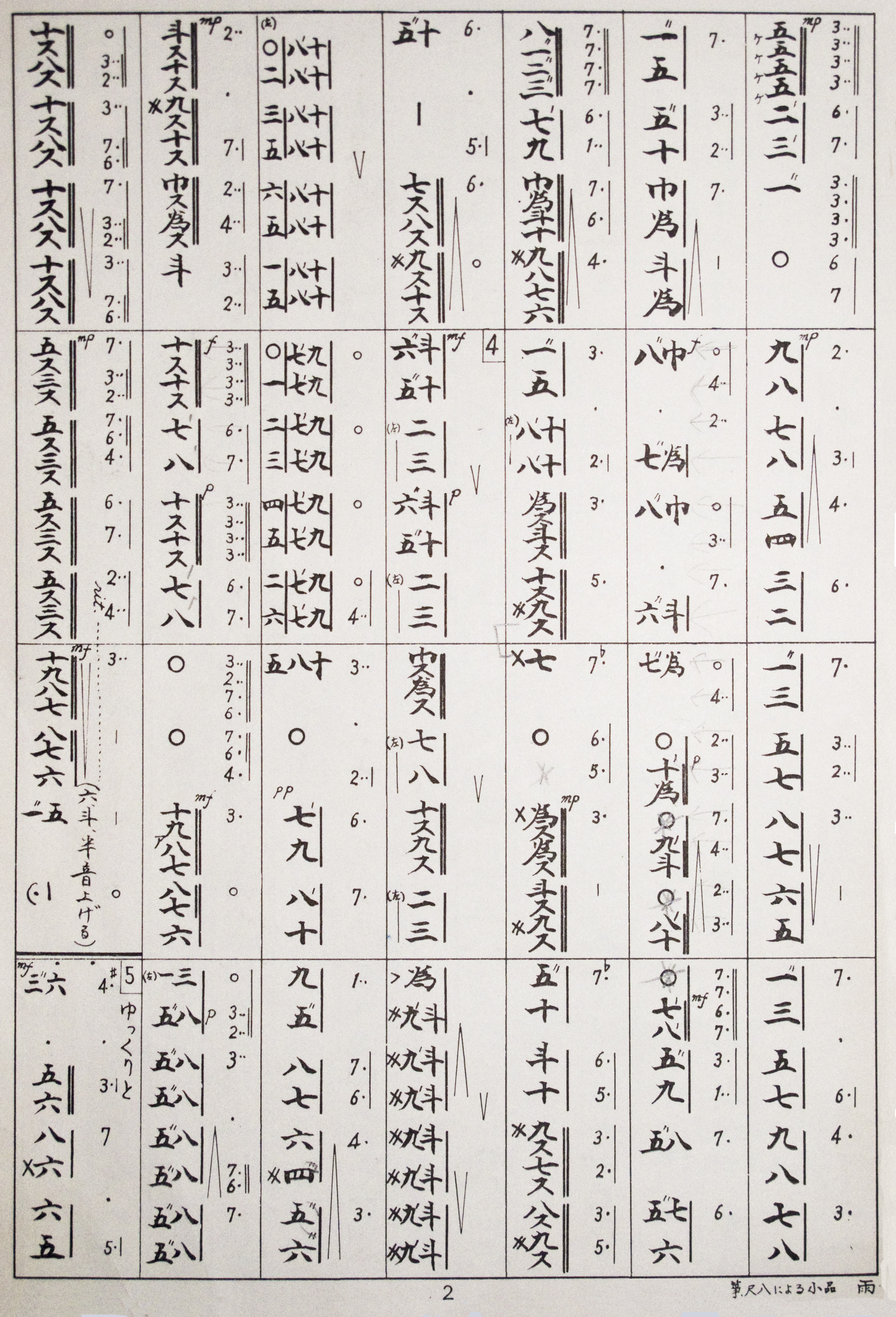
Notació musical per a koto i per a shakuhachi

### Tabulatura
La tabulatura és una notació que representa com col·locar els dits en un instrument (per exemple, els trastos d'una guitarra) en lloc de les notes, permetent als músics tocar l'instrument sense coneixement de la grafia musical. Aquesta notació va ser força usual per internet, ja que fàcilment es pot transcriure en format ASCII.
```
Per exemple:
e|---------------------------------|---------------------------------|
B|---------------------------------|---------------------------------|
G|---------------------------------|------------1/4\1----------------|
D|-2~~---------5-5-5/7-7-----8-----|-----7/10-------------5h6--------|
A|-------------3-3-3/5-5-----6-----|-----5/8--------------8h9--------|
E|---------------------------------|---------------------------------|
```

Les tabulatures estan compostes per tantes línies com cordes té l'instrument. En l'exemple anterior és una tabulatura de guitarra. Cada línia representa per tant, una corda de l'instrument, i generalment s'especifica la seva afinació en la part esquerra, utilitzant la nomenclatura anglosaxona de les notes (A-G) encara que si es tracta de l'afinació estàndard de l'instrument es pot ometre.
En les línies de la tabulatura apareixen uns números que indiquen el trast que s'ha de pitjar en tocar la corda (un 0 indica que s'ha de tocar la corda a l'aire). En la tabulatura també poden aparèixer lletres o altres símbols ASCII com la "h" (de l'anglès hammer on, "lligat ascendent"), "p" (de l'anglès pull off, "lligat descendent"), ~ (vibrato), / o \ (slides) i molts d'altres símbols depenent de la complexitat de la peça musical.

### Xifres
La xifra és un sistema de notació musical usat per indicar a través de símbols gràfics o lletres els acords per ser executats per un instrument musical (com per exemple, una guitarra). Les xifres s'utilitzen principalment en la música popular, sobre de les lletres o en les partitures, indicant l'acord que ha d'acompanyar la melodia principal o el cant.
Són:
- A: nota la o acord de la major
- B: nota si o acord de si major (H en alemany)
- C: nota do o acord de do major
- D: nota re o acord de re major
- E: nota mi o acord de mi major
- F: nota fa o acord de fa major
- G: nota sol o acord de sol major

Els acords menors s'escriuen sobre de les lletres, i s'afegeix una "m" minúscula al nom de la nota. Per ex., Cm (acord de do menor).